# Voleibol de praia nos Jogos da Francofonia de 2009
As competições de voleibol de praia nos Jogos da Francofonia de 2009 ocorreram entre 28 de setembro e 4 de outubro. Dois torneios foram disputados.

## Quadro de medalhas
| Ordem | País   |   |   |   |   |
| 1     | Canadá | 1 |   | 1 | 2 |
| 1     | França | 1 |   | 1 | 2 |
| 3     | Suíça  |   | 2 |   | 2 |
| TOTAL | TOTAL  | 2 | 2 | 2 | 6 |

Nota: como o voleibol de praia foi um esporte de demonstração nesta edição dos Jogos, suas medalhas não contaram para o quadro oficial.

## Medalhistas
| Evento               | Ouro                      | Prata                    | Bronze                      |
| Masculino (detalhes) | Lelliot/Saxton CAN Canadá | Sutter/Sutter SUI Suíça  | Ces/Ces FRA França          |
| Feminino (detalhes)  | Giordano/Faure FRA França | Kaiser/Grassli SUI Suíça | Rodrigue/Bansely CAN Canadá |